# Tablelands (Canada)
De Tablelands zijn een berggebied in de Canadese provincie Newfoundland en Labrador. Ze vormen een onderdeel van de Long Range en bevinden zich in het westen van het eiland Newfoundland.

## Geografie

### Geologie en uitzicht
Het gebied bestaat uit bergen en dalen afgewisseld door hoogvlakten en is een van de weinige plaatsen in de wereld waar de aardmantel aan het oppervlak ligt. Het is bekend vanwege zijn oranjebruine bodem door de aanwezigheid van ijzer in het peridotiet gesteente. Dat type gesteente zorgt er daarenboven voor dat de bodem vrijwel volledig vrij van begroeiing is. De 15 km bij 9 km metende Tablelands vallen daarom sterk op omdat het een woestijnachtig gebied betreft te midden van een voorts erg dichtbebost gebied. Ze vormen een van de toeristische hoogtepunten van het als werelderfgoed erkende nationaal park Gros Morne. In 2016 riep het provinciale maandblad Downhome de streek uit tot een van de "zeven wonderen van Newfoundland en Labrador".

### Ligging
De Tablelands beslaan zo'n 100 km² in het zuidelijke gedeelte van het nationaal park Gros Morne. In het zuiden worden ze begrensd door Trout River Big Pond en Trout River Small Pond, twee grote in een dal gelegen meren. De volledige noordgrens van het laaggebergte wordt gevolgd door provinciale route 431.
Twee gemeenten liggen dicht bij de grens van het gebied, namelijk Trout River in het westen en Glenburnie-Birchy Head-Shoal Brook in het oosten.

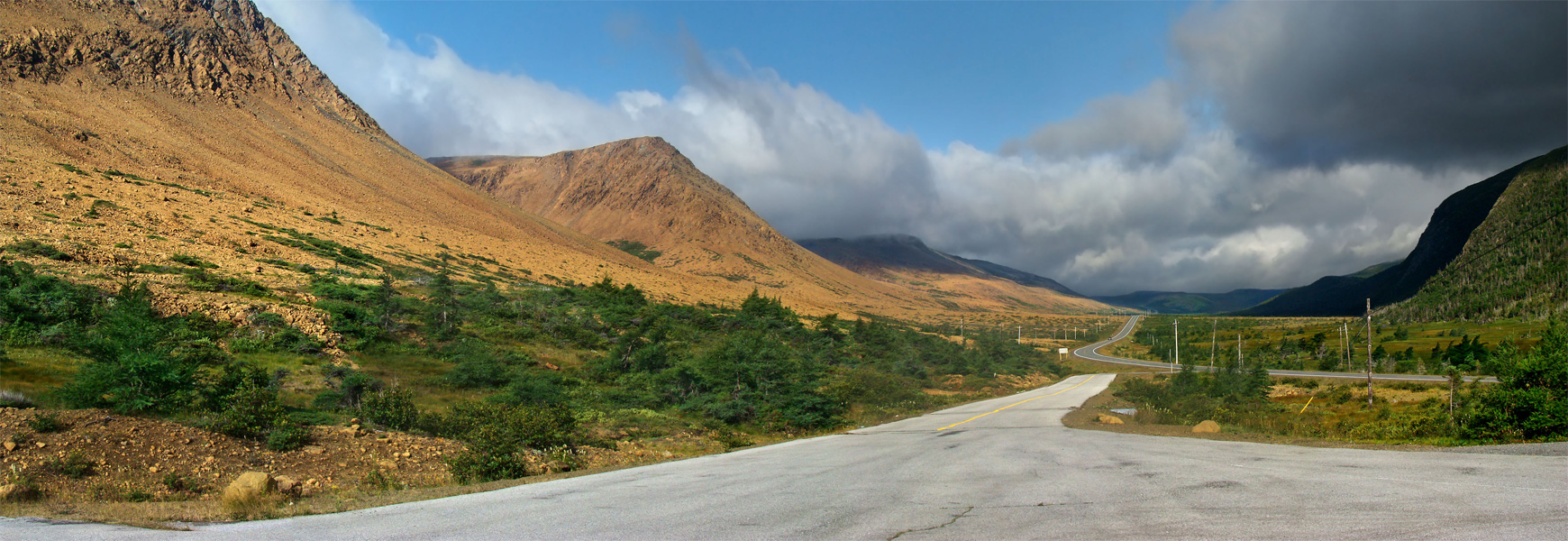
Zicht op de rand van de onbegroeide en oranjebruine Tablelands aan de linkerzijde van de baan